# تپه محمود کان
تپه محمود کان مربوط به هزاره دوم قبل از میلاد است و در حاشیه شمال غربی مه‌آباد (فیروزکوه) واقع شده و این اثر در تاریخ ۲۸ تیر ۱۳۵۵ با شمارهٔ ثبت ۱۲۴۹ به‌عنوان یکی از آثار ملی ایران به ثبت رسیده است.